# Fylkesväg 55
Fylkesväg 55 (norska: Fylkesvei 55) är en primär fylkesväg i Norge som går mellan Fossbergom (Lom) i Loms kommun, Innlandet fylke och Sogndal i Sogndals kommun, Vestland fylke samt mellan Dragsviki i Sogndals kommun och Vadheim i Høyangers kommun, Vestland fylke. Den passerar genom kommunerna Lom, Luster, Sogndal och Høyanger.
Vägen är 214,7 kilometer lång, varav 53,5 kilometer i Innlandet fylke och 161,3 kilometer i Vestland fylke. Den är asfalterad och passerar bland annat genom tätorterna Gaupne, Sogndal, Balestrand och Høyanger. 
Fylkesväg 55 är en populär väg bland turister då den går både över högfjällsområdet Jotunheimen med Skandinaviens högsta fjälltoppar och längs Sognefjorden, Norges längsta fjord. Sträckan mellan Fossbergom (Lom) och Gaupne samt sträckan mellan Dragsviki och Balestrand har status som nationella turistvägar (Sognefjellet respektive Gaularfjellet).

## Anslutningar
Fylkesväg 55 ansluter till:
- Riksväg 15 (vid Fossbergom/Lom)
- Fylkesväg 604 (vid Gaupne)
- Fylkesväg 603 (vid Marifjøra)
- Riksväg 5 (vid Sogndal)
- Fylkesväg 613 (vid Dragsviki)
- Europaväg 39 (vid Vadheim)

## Bilder

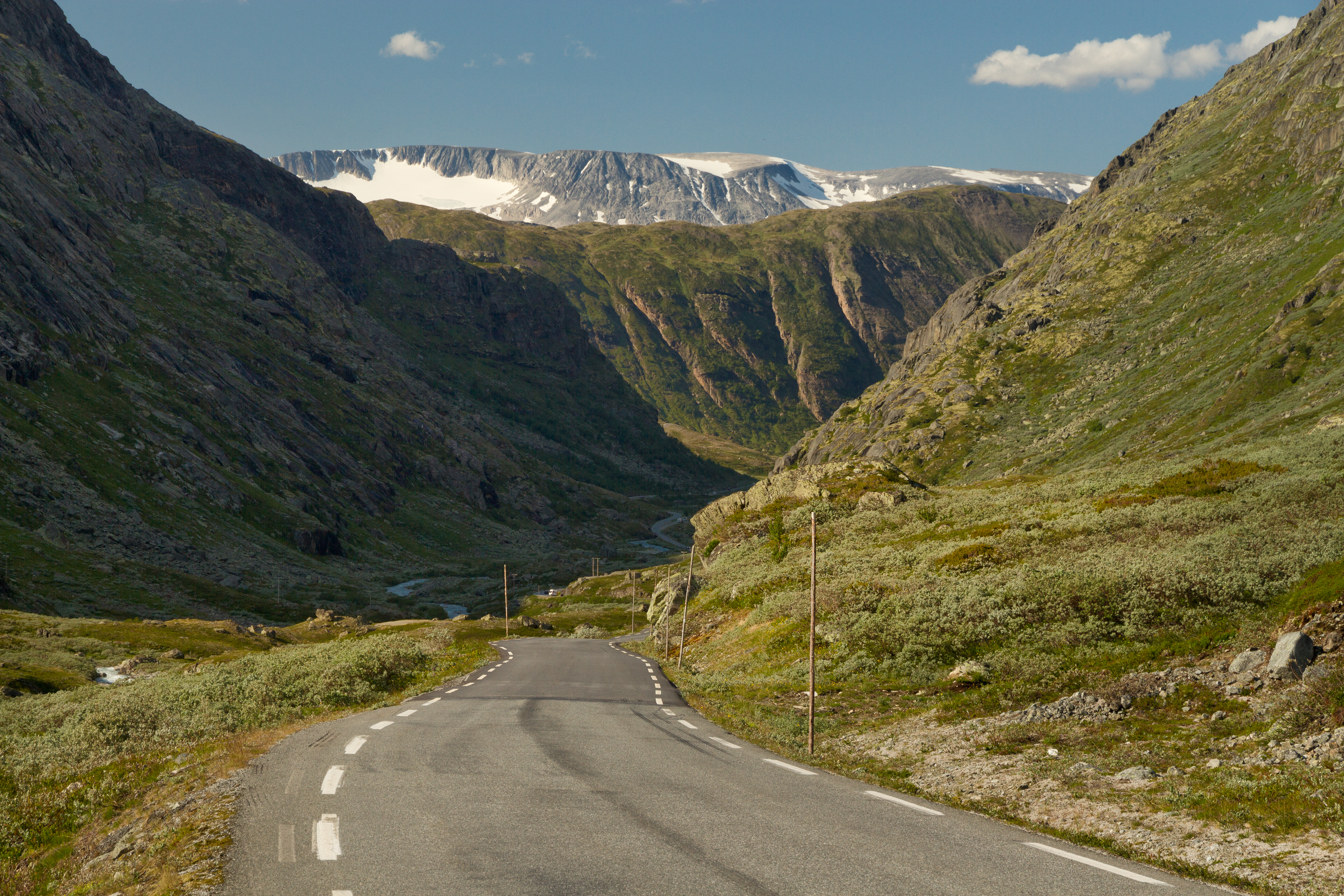
Fylkesväg 55 i Breisæterdalen i Loms kommun.
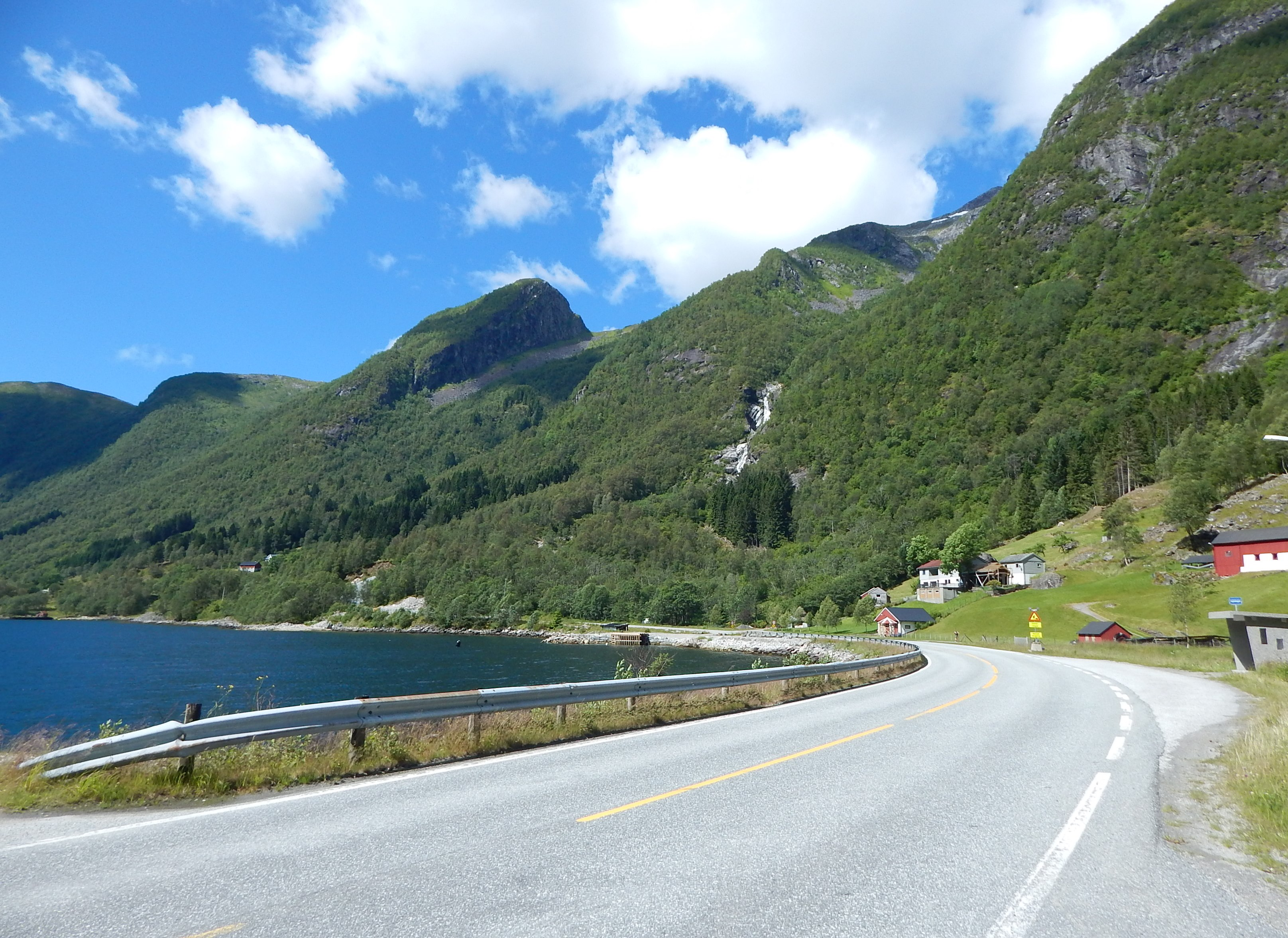
Fylkesväg 55 vid Lånefjorden, en arm av Sognefjorden i Høyangers kommun.
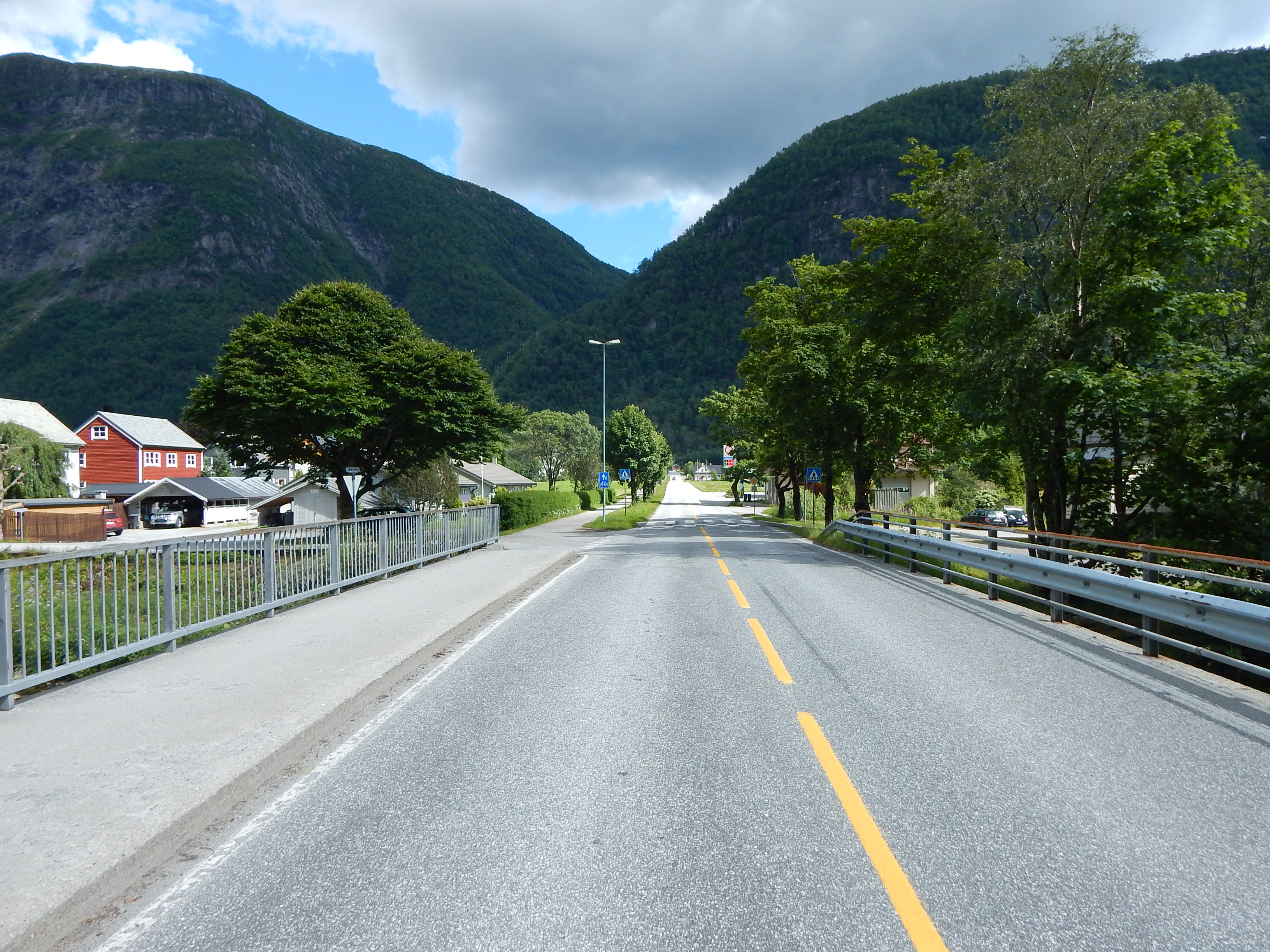
Fylkesväg 55 i Vadheim.